# Danny Thompson
Daniel Henry Edward « Danny » Thompson (né le 4 avril 1939 à Teignmouth dans le Devon) est un multi-instrumentiste britannique, surtout connu en tant que contrebassiste. Au cours de sa longue carrière il a joué avec divers artistes, plus particulièrement Richard Thompson (aucun lien de parenté) et John Martyn, mais aussi : Roy Orbison, Julie Felix, Freddie and the Dreamers, Tubby Hayes, Ronnie Scott, Tom Paxton, Donovan, Vivian Stanshall, David Sylvian, Kate Bush, Stephan Eicher, Moondog, Mary Hopkin, Loreena McKennitt, Tim Buckley et Davey Graham. Il a été membre pendant cinq ans du Alexis Korner's Blues Incorporated et il est membre fondateur du groupe de folk britannique Pentangle. Depuis 1987, il a également enregistré quatre albums solos.

## Discographie sélective

### Alexis Korner's Blues Incorporated
- Red Hot From Alex (1964)
- Live at the Cavern (1964)
- Sky High (1966)
- Blues Incorporated (1967 - réédition de Sky High)
- I Wonder Who (1967)
- A New Generation of Blues (1968)

### Pentangle
- The Pentangle (1968)
- Sweet Child (1968)
- Basket of Light (1969)
- Cruel Sister (1970)
- Reflection (en) (1971)
- Solomon's Seal (1972)
- Open the Door (1985)

### Danny Thompson
- Whatever (1987)
- Whatever Next (1989)
- Elemental (1990)
- Whatever’s Best (1995)
- Danny Thompson & Peter Knight (1995)

### Richard Thompson and Danny Thompson
- Live At Crawley (1995)
- Industry (1997)

### Collaborations
- Les Sentinelles de l'air : (Thème de l'émission télévisée) (1964)
- Davey Graham : Folk Blues & Beyond (1965) ; Large As Life & Twice As Natural (1968) ; Hat (1969) ; Fire In The Soul (1999)
- Marianne Faithfull : North Country Maid (1966) ; The World of Marianne Faithfull (1970)
- Donovan : There Is a Mountain (single) (1967)
- The Incredible String Band : The 5000 Spirits (1967) ; Hard Rope & Silken Twine (1973)
- Tim Buckley : Dream Letter: Live in London (1968)
- Cliff Richard : Congratulations (1968)
- Nick Drake : Five Leaves Left (1969)
- Bert Jansch : Birthday Blues (1969) ; Moonshine (1972) ; L.A. Turnaround (1974) ; Avocet (1979) ; Sketches (1990)
- John Martyn & Beverley Martyn : The Road To Ruin (1970)
- Rod Stewart : Every Picture Tells a Story (1971)
- Mary Hopkin : Earth Song / Ocean Song (1971) ; Live at The Royal Festival Hall 1972 (2005)
- John Martyn : Bless the Weather (1972) ; Solid Air (1973) ; Inside Out (1973) ; Sunday's Child (1975) ; Live At Leeds (1975) ; One World (1977) ; On the Cobbles (2004)
- T Rex : Light of Love (1974) ; Zinc Alloy & The Hidden Riders (1974)
- Ralph McTell : Easy (1974)
- Vic Abram : The Folk Singer (1980)
- Kate Bush : The Dreaming (1982) ; Hounds of Love (1985)
- David Sylvian : Brilliant Trees (1984)
- Loudon Wainwright III : I’m Alright (1985) ; More Love Songs (1986) ; Therapy (1989)
- Talk Talk : The Colour of Spring (1986) ; Spirit of Eden (1988)
- Kathryn Tickell : Common Ground (1988)
- Songhai. Collaboration avec le groupe de flamenco Ketama et le joueur de kora Toumani Diabaté : Songhai (1988) ; Songhai 2 (1994)
- Richard Thompson : Amnesia (1988) ; Mirror Blue (1994) ; Live At Crawley (1995) ; You? me? us? (1996) ; Two Letter Words (1996) ; Celtschmerz (1998) ; Mock Tudor (1999) ; Semi-detached Mock Tudor (2002) ; The Old Kit Bag (2003) ; Ducknapped (2003) ; Live From Austin (2005) ; Sweet Warrior (2007)
- Stephan Eicher : My Place (1989)
- Alison Moyet : Hoodoo (1991)
- Marvin Etzioni : Marvin The Mandolin Man (1992)
- Barbara Dickson : Don’t Think Twice (1992) ; Dark End of The Street (1995)
- Everything but the Girl : Amplified Heart (1994)
- Moondog : Sax Pax for a Sax (1994), Big Band (1995)
- Boo Hewerdine : Baptist Hospital (1995)
- Loreena McKennitt : The Book of Secrets (1997)
- Christine Collister : The Dark Gift Of Time (1998) ; An Equal Love (2001)
- Richard Barbieri : Stranger Inside (2008)
- The Blind Boys of Alabama : Spirit of the Century (2001)
- Peter Gabriel : Up (2002)
- Darrell Scott : Theater of the Unheard (2003)
- Dawud Wharnsby : Vacuous Waxing (2004)
- Deva Premal : Dakshina (2005)
- Graham Coxon : The Spinning Top (2009)